# Olympische Sommerspiele 2024/Schwimmen – 4 × 100 m Lagen (Mixed)
Die Mixed-Staffel über 4-mal 100 Meter Lagen bei den Olympischen Spielen 2024 in Paris wurde am 2. und 3. August 2024 in der Paris La Défense Arena ausgetragen. Titelverteidiger aus der erstmaligen Austragung in Tokio war die britische Staffel, die in Tokio in der Besetzung Kathleen Dawson, Adam Peaty, James Guy und Anna Hopkin die Goldmedaille gewann.
Olympiasieger wurde die US-amerikanische Staffel, die einen neuen Weltrekord aufstellte.

## Rekorde

### Bestehende Rekorde
Vor Beginn der Olympischen Spiele waren folgende Rekorde gültig:
| Weltrekord         | Großbritannien | 3:37,58 min | Tokio | 31. Juli 2021 |
| Olympischer Rekord | Großbritannien | 3:37,58 min | Tokio | 31. Juli 2021 |

### Neue Rekorde
| Weltrekord | Vereinigte Staaten | 3:37,43 min | Paris | 3. August 2024 |

## Titelträger
| Olympische Spiele 2020       | Großbritannien     | 3:37,58 min       | Tokio             |
| Weltmeisterschaften 2024     | Vereinigte Staaten | 3:40,22 min       | Doha              |
| Afrikaspiele 2023            | Südafrika          | 3:57,56 min       | Accra             |
| Panamerikanische Spiele 2023 | Vereinigte Staaten | 3:44,71 min       | Santiago de Chile |
| Asienspiele 2022             | China              | 3:37,73 min       | Hangzhou          |
| Europameisterschaft 2022     | Niederlande        | 3:41,73 min       | Rom               |
| Pazifikspiele 2023           | nicht ausgetragen  | nicht ausgetragen | Honiara           |

## Ergebnisse

### Vorläufe
Die 8 schnellsten Staffeln qualifizierten sich für das Finale.
| Rang | Lauf | Bahn | Nation             | Athleten | Zeit        | Anmerkung |
| ---- | ---- | ---- | ------------------ | --- | ----------- | --------- |
| 1    | 2    | 5    | Vereinigte Staaten | Regan Smith (57,87 s) Charlie Swanson (59,65 s) Caeleb Dressel (50,10 s) Abbey Weitzeil (53,36 s)                      | 3:40,98 min | Q         |
| 2    | 1    | 4    | Australien         | Iona Anderson (58,81 s) Zac Stubblety-Cook (59,68 s) Emma McKeon (55,86 s) Kyle Chalmers (47,07 s)                     | 3:41,42 min | Q         |
| 3    | 2    | 4    | China              | Xu Jiayu (53,16 s) Tang Qianting (1:05,44 min) Zhang Yufei (56,59 s) Pan Zhanle (47,07 s)                              | 3:42,26 min | Q         |
| 4    | 1    | 5    | Niederlande        | Kai van Westering (54,25 s) Caspar Corbeau (59,28 s) Tessa Giele (57,81 s) Marrit Steenbergen (52,26 s)                | 3:43,60 min | Q         |
| 5    | 2    | 3    | Großbritannien     | Kathleen Dawson (1:00,18 min) James Wilby (59,35 s) Joe Litchfield (51,37 s) Anna Hopkin (52,83 s)                     | 3:43,73 min | Q         |
| 6    | 1    | 3    | Kanada             | Blake Tierney (53,81 s) Apollo Hess (1:00,46 min) Margaret Mac Neil (56,14 s) Taylor Ruck (53,46 s)                    | 3:43,87 min | Q         |
| 7    | 2    | 7    | Frankreich         | Yohann Ndoye-Brouard (52,48 s) Antoine Viquerat (59,91 s) Lilou Ressencourt (58,55 s) Marie Wattel (53,05 s)           | 3:43,99 min | Q, NR     |
| 8    | 2    | 6    | Japan              | Riku Matsuyama (54,83 s) Taku Taniguchi (59,69 s) Mizuki Hirai (56,52 s) Rikako Ikee (53,21 s)                         | 3:44,25 min | Q         |
| 9    | 1    | 6    | Deutschland        | Ole Braunschweig (54,05 s) Melvin Imoudu (59,33 s) Angelina Köhler (56,60 s) Nina Holt (54,77 s)                       | 3:44,75 min |           |
| 10   | 2    | 8    | Israel             | Anastasia Gorbenko (59,91 s) Ron Polonsky (59,56 s) Gal Cohen Groumi (50,84 s) Andrea Murez (55,02 s)                  | 3:45,33 min |           |
| 11   | 1    | 7    | Italien            | Michele Lamberti (54,42 s) Nicolò Martinenghi (59,02 s) Costanza Cocconcelli (58,47 s) Sofia Morini (53,89 s)          | 3:45,80 min |           |
| 12   | 2    | 2    | Schweden           | Hanna Rosvall (1:00,17 min) Erik Persson (59,95 s) Sara Junevik (57,22 s) Robin Hanson (48,81 s)                       | 3:46,15 min |           |
| 13   | 2    | 1    | Griechenland       | Apostolos Christou (52,83 s) Evangelos Nthoumas (1:00,34 min) Anna Doudounaki (57,85 s) Theodora Drakou (55,38 s)      | 3:46,40 min |           |
| 14   | 1    | 2    | Polen              | Kacper Stokowski (54,10 s) Dominika Sztandera (1:07,92 min) Adrian Jaskiewicz (51,87 s) Kornelia Fiedkiewicz (54,30 s) | 3:48,19 min |           |
| 15   | 1    | 1    | Südkorea           | Lee Eun-ji (1:01,56 min) Choi Dong-yeol (59,99 s) Kim Ji-hun (52,70 s) Hur Yeon-kyung (54,53 s)                        | 3:48,78 min |           |
| 16   | 1    | 8    | Brasilien          | Guilherme Basseto (54,32 s) Gabrielle Roncatto (1:16,74 min) Nicolas Albiero (52,27 s) Stephanie Balduccini (53,94 s)  | 3:57,27 min |           |

### Finale
| Rang | Bahn | Nation             | Athleten | Zeit        | Anmerkung |
| ---- | ---- | ------------------ | --- | ----------- | --------- |
| 1    | 4    | Vereinigte Staaten | Ryan Murphy (52,08 s) Nic Fink (58,29 s) Gretchen Walsh (55,18 s) Torri Huske (51,88 s)                     | 3:37,43 min | WR        |
| 2    | 3    | China              | Xu Jiayu (52,13 s) Qin Haiyang (57,82 s) Zhang Yufei (55,64 s) Yang Junxuan (51,96 s)                       | 3:37,55 min | AS        |
| 3    | 5    | Australien         | Kaylee McKeown (57,90 s) Joshua Yong (58,43 s) Matthew Temple (50,42 s) Mollie O’Callaghan (52,01 s)        | 3:38,76 min | OC        |
| 4    | 1    | Frankreich         | Yohann Ndoye-Brouard (52,80 s) Léon Marchand (58,66 s) Marie Wattel (56,44 s) Béryl Gastaldello (53,06 s)   | 3:40,96 min | NR        |
| 5    | 7    | Kanada             | Kylie Masse (58,67 s) Finlay Knox (59,64 s) Josh Liendo (50,08 s) Margaret Mac Neil (53,02 s)               | 3:41,41 min |           |
| 6    | 6    | Niederlande        | Kira Toussaint (1:00,50 min) Caspar Corbeau (59,04 s) Nyls Korstanje (51,19 s) Marrit Steenbergen (52,39 s) | 3:43,12 min |           |
| 7    | 2    | Großbritannien     | Kathleen Dawson (1:00,68 min) James Wilby (59,00 s) Duncan Scott (51,61 s) Anna Hopkin (53,02 s)            | 3:44,31 min |           |
| 8    | 8    | Japan              | Riku Matsuyama (55,00 s) Taku Taniguchi (1:00,48 min) Mizuki Hirai (56,46 s) Rikako Ikee (53,23 s)          | 3:45,17 min |           |